# دورنير دو 23
دورنير دو 23 (بالإنجليزية: Dornier Do 23)‏ هي قاذفة قنابل أنتجت في ألمانيا. من صناعة دورنير للطائرات. كان أول طيران لها في 1934. صنع منها 282 طائرة.